# Laurent Lamothe
Laurent Salvador Lamothe (Puerto Príncipe, 14 de agosto de 1972) es un político haitiano que ha servido en el gobierno de Haití como ministro de Relaciones Exteriores desde octubre de 2011, habiendo sido nombrado primer ministro el 4 de mayo de 2012. Anteriormente, fue cofundador y consejero delegado de la sociedad de la compañía Global Voice Group.

## Vida y carrera
Hijo de Luis G. Lamothe, doctor en literatura española y fundador del  Instituto Lope de Vega de Haití, y de Ghislaine Fortuney Lamothe, pintora y escultora, Lamothe nació en Puerto Príncipe. Creció en un ambiente académico y artístico, también deportivo. Su hermano mayor, Rubén, sirvió como capitán del equipo de tenis de la Copa Davis de Haití durante algún tiempo. Como jugador de tenis, Laurent Lamothe representó a su país en la Copa Davis en 1994 y 1995. Es padre de dos hijas, Linka y Lara. Es soltero y nunca se ha casado.
Lamothe salió de Haití para completar sus estudios superiores en los Estados Unidos. Después de obtener una licenciatura en ciencias políticas en la Universidad Barry en Miami, se volvió hacia la gestión empresarial y obtuvo una maestría con honores en la Universidad Saint Thomas. Se le dice que es ”Un estudiante analítico y articulado, un caballero”. 
Dos años después de obtener su título de maestría en administración de empresas, fundó la empresa de telecomunicaciones Global Voice Group con su socio de negocios, Patrice Baker. La compañía comenzó como una pequeña empresa de telecomunicaciones y hoy es un proveedor mundial de soluciones tecnológicas en el mercado de las economías emergentes y países en desarrollos. A través de su empresa, Global Voice Group, introdujo tecnologías gobernanza de telecomunicaciones en África, que permitirá a las agencias de regulación para la gestión del sector en términos de equidad, control de tarifas y transparencia. Esto le valió una nominación como el "Empresario del Año" de Ernst & Young en mayo de 2008.

## Carrera política
Su participación en la vida política y social de Haití luego lo llevó a aceptar el cargo de Asesor Especial del presidente de Haití, Michel Martelly.  Con el fin de lograr más y para evitar conflictos de interés, Laurent Lamothe renunció a sus negocios y se considera como un exempresario. También se convirtió en miembro de la Comisión Interina para la Reconstrucción de Haití (CIRH).
En septiembre de 2011, Lamothe y el expresidente de Estados Unidos, Bill Clinton, copresidieron el Consejo de Accesoria Presidencial para el Desarrollo Económico e Inversión en Haití lanzado por el presidente Martelly el 8 de septiembre de 2011 para ayudar a reconstruir Haití, haciéndola más atractiva para las empresas e inversionistas extranjeros.
Posteriormente, Lamothe fue nombrado Ministro de Relaciones Exteriores y Culto de Haití. El 26 de octubre de 2011, hizo su primer discurso como nuevo Ministro de Relaciones Exteriores durante la ceremonia de instalación, que tuvo lugar en Bois-Verna, Haití. Él es visto como "ministro competente y dinámico" y de gran talento " empresario con la visión de avanzar a Haití hacia adelante”
El 1 de marzo de 2012, Lamothe fue designado como el primer ministro de Haití por el presidente Michel Martelly, tras la dimisión del primer ministro, Garry Conille.
Laurent Lamothe, anunció su dimisión el 14 de diciembre de 2014, después de que el presidente, Michel Martelly, se mostrara favorable a su destitución para superar la crisis política que afronta el país en ese momento.
"Dejó el cargo de primer ministro con la sensación del trabajo realizado", y con la construcción de 25 estadios futuristas que nadie puede ver sostuvo Lamothe en un discurso televisado a la nación a las 2.00 de la madrugada hora local (7.00 GTM).

## Controversia
A raíz de una controversia relativa a la nacionalidad de algunos senadores y ministros de Haití, el Informe Preliminar de la Comisión del Senado sobre la Nacionalidad publicado el 8 de marzo de 2012 en Puerto Príncipe es clara: los documentos de nacionalidad de Laurent Lamothe dentro del servicio en cuestión del Estado son todas completa. La comisión senatorial a cargo de verificar la conformidad de los documentos de Laurent Lamothe está compuesta por senadores Francky Exius, William Jeanty, Jean-Baptiste Bien Aimé, Kely Bastien C., Hyppolite Melius, Jean Rodolphe Joazile y San Lucas-Vil. La comisión se ha formado después de una reunión privada liderada por el senador Joseph François Anick. 
El 10 de abril de 2012, el Senado aprobó su nombramiento con 19 votos a favor, 3 votos en contra. La Cámara de Diputados le dio su apoyo y el 3 de mayo de 2012. Fue nombrado oficialmente el 4 de mayo de 2012.

Según el gobierno de Canadá el señor Lamothe obtuvo contacto con las bandas armas de Haití durante su mandato de 2012-2014 mucho más después lo que provocó el país en una crisis sin presedencia .
Por eso el gobierno de Canadá tomó ciertas medidas en contra del ciudadano haitiano el noviembre de 2022  juntos con el otro petro dilapidador el señor expresidente y artista  Michael Martelly .
Esos sanciones vienen por sus participaciones  de manera directa en el problema que está afectando el país relató el cancillero de canáda.
- Datos: Q57854
- Multimedia: Laurent Lamothe / Q57854